# Stanisław Prus-Niedzielski
Stanisław Prus-Niedzielski (ur. 13 lipca 1842 w Rudkach na Pokuciu, zm. 4 marca 1895 w Warszawie) – polski śpiewak (baryton), pedagog, dyrygent i kompozytor.

## Życiorys
Urodził się 13 lipca 1842 w rodzinnym majątku Rudki na Pokuciu w rodzinie Stanisława, poczmistrza i Karoliny z domu Dytlof. Szkołę średnią ukończył w Samborze, a następnie uczył się muzyki we Szkole Muzycznej Galicyjskiego Towarzystwa Muzycznego we Lwowie. Studiował teorię muzyki i grę na fortepianie u Karola Mikulego.
Na scenie debiutował 12 czerwca 1861 we Lwowie w Szlachcie czynszowej jednej ze sztuk Franciszka Ksawerego Błotnickiego. W okresie 1863–66 uczył się śpiewu, harmonii, i kontrapunktu w szkole Hofopery w Wiedniu. W 1872 jako członek Komitetu Założycielskiego Teatru Polskiego we Lwowie organizował Operę Polską i był jej dyrektorem. Po paru miesiącach zrzekł się stanowiska i wyjechał na wieś.
W latach 1875–1886 był dyrektorem Towarzystwa Muzycznego w Krakowie. W szkole przy Towarzystwie prowadził zajęcia ze śpiewu solowego i chóralnego. W 1886 przeniósł się do Warszawy i występował w Teatrze Wielkim. Uczył również śpiewu w szkole muzycznej Warszawskiego Towarzystwa Muzycznego. W latach 1893–94 był dyrektorem artystycznym „Lutni” łódzkiej. Komponował pieśni solowe, chóralne oraz dla dzieci oparte na polskim folklorze.
Zmarł w Warszawie 4 marca 1895 i pochowany został na cmentarzu Powązkowskim.